# Astra 960
Basé sur l'Astra Cadix, m'Astra 960 est un révolver de défense personnelle et de police (4 pouces) et de tir sportif (6 pouces) produit par Astra Unceta y Cia de 1972 à 1995.
Ce revolver a pour cousin les Astra 357 et Astra Police.

## Diffusion
Dans les années 1970, les policiers espagnols, comme leurs homologues latino-américains étaient dotés de ces revolvers. Les vigiles et convoyeurs de fonds espagnols ou sud-américains portaient eux aussi souvent des révolvers Astra en .38 Special malgré la concurrence des Llama Martial et des Taurus 82 de même calibre. Enfin il fut vendu également au Canada et aux États-Unis sur le marché de la défense personnelle.

## Dans la culture populaire
L'Astra 960 est l'arme de plusieurs personnages des films espagnols Barrio et Les Sorcières de Zugarramurdi apparaissant aussi dans des séries télévisées produites par la TVE. Enfin les cinéphiles français l'ont aperçu dans les mains de l'inspecteur sud-africain Bian Epkeen (joué par Orlando Bloom dans le film Zulu réalisé en 1993 par Jérôme Salle d'après un roman noir de Caryl Férey.

## Fiche technique
- Pays d'origine :  Espagne/Pays basque espagnol
- Années de production : 1972-1995
- Fonctionnement : double action (système S&W M&P simplifié), barillet tombant à gauche
- Visée :  réglable
- Canon : 10-15 cm
- Longueur : 23,5/28,5 cm
- Masse à vide : 1,06/1,21 kg
- Capacité : 6 coups en .38 Special